# Jakob Rebmann

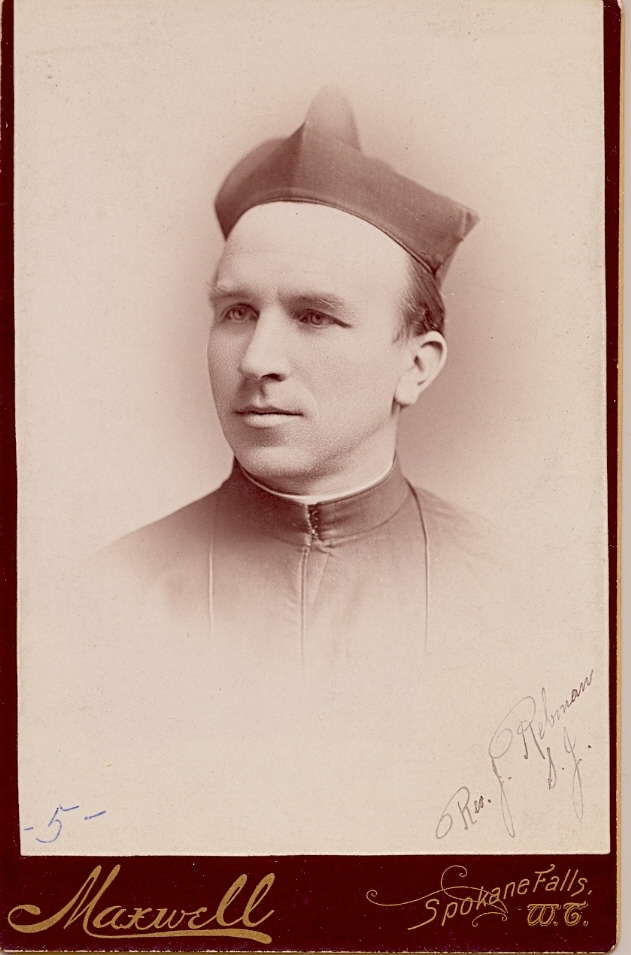
Pater Jakob Rebmann, 1887

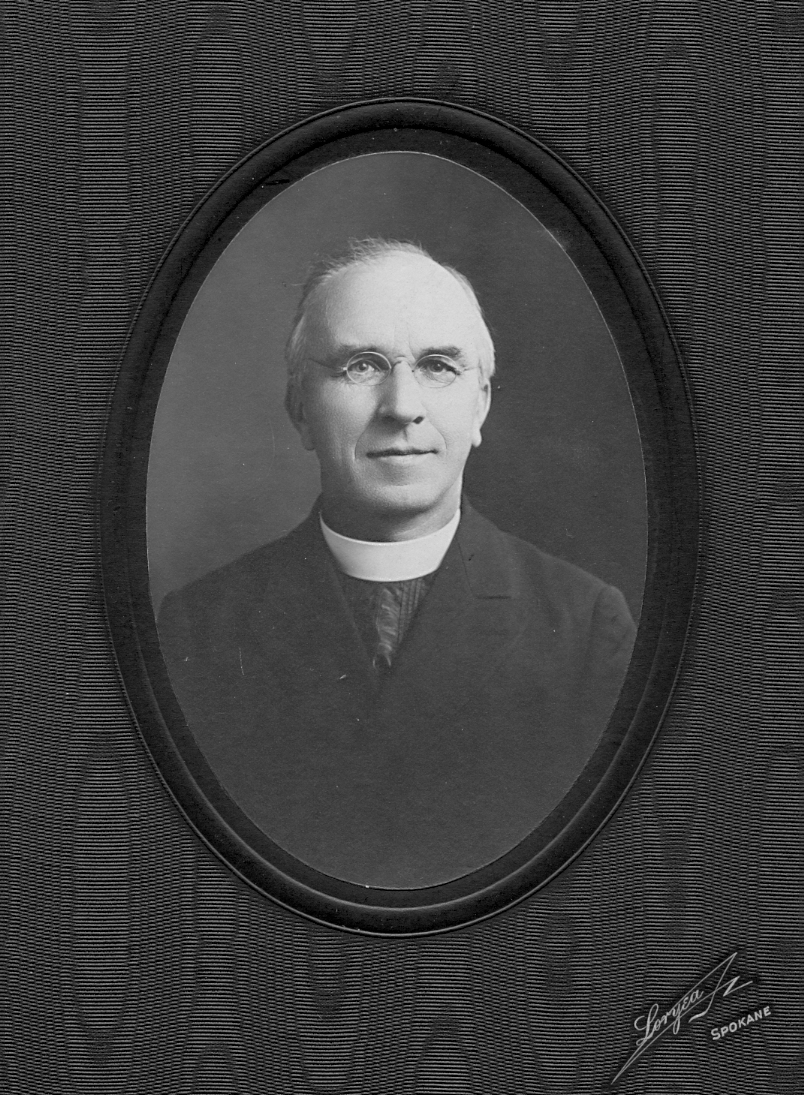
Pater Jakob Rebmann, 1920

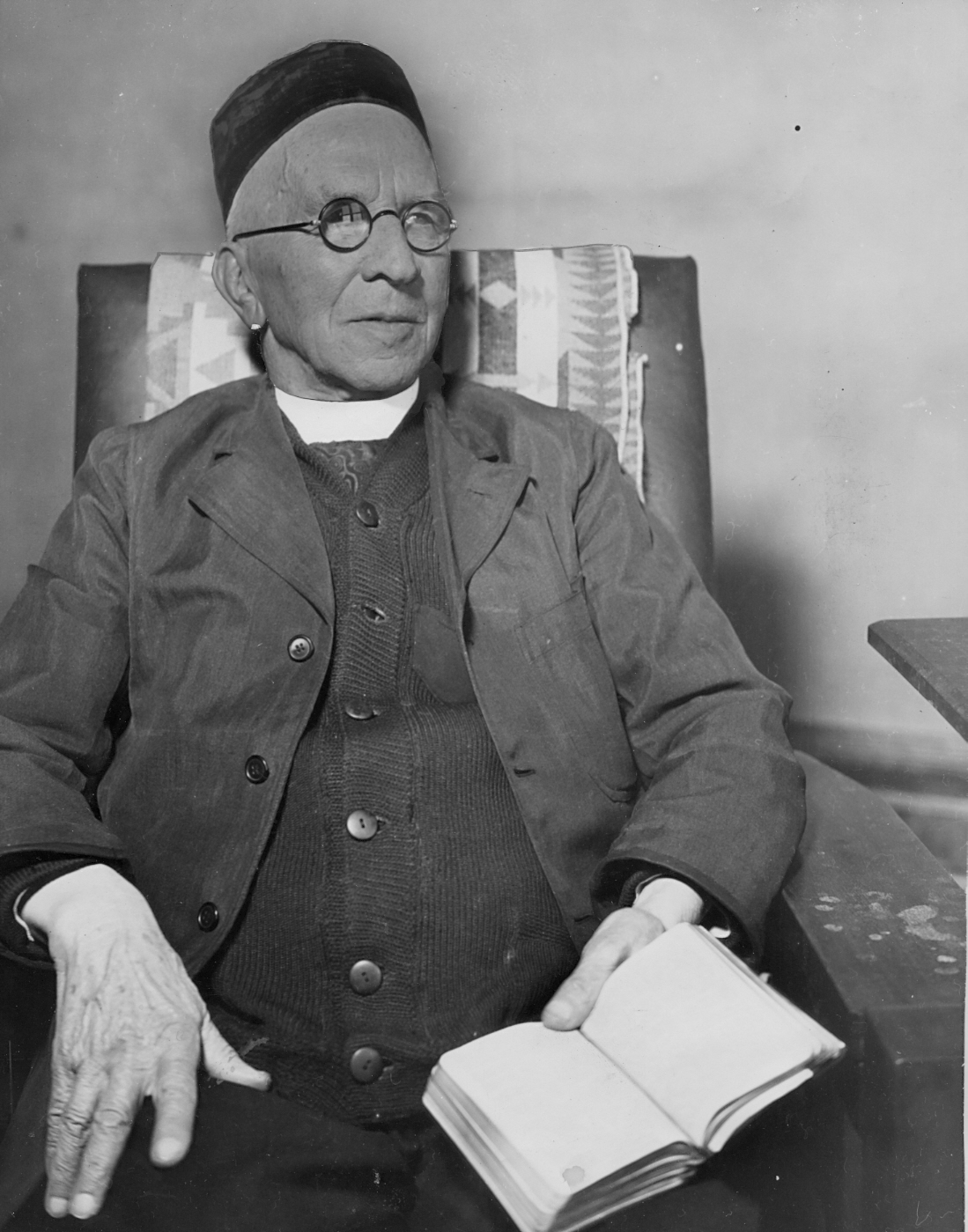
Pater Jakob Rebmann, Altersbild

Jakob Rebmann S.J. (* 20. Juni 1851 in Speyer, Pfalz; † 5. November 1935 in Spokane, USA) war ein katholischer Priester aus der Diözese Speyer, Jesuit, wanderte in die USA aus, Indianermissionar und Stadtpfarrer in Spokane, Washington sowie Rektor des dortigen Gonzaga-Colleges (ab 1912 Gonzaga University Spokane).

## Leben

### Herkunft und Wirken in Europa
Jakob Rebmann wurde in Speyer, Rheinpfalz, Königreich Bayern, geboren als Sohn des Blechschmiedes Johann Jakob Rebmann und seiner Ehefrau Elisabetha geb. Stein. Beide Familien waren in Speyer alteingesessen. Als der Junge ½ Jahr alt war, wanderte der Vater des besseren Verdienstes wegen nach Amerika aus und war verschollen. Die Familie hörte nie wieder von ihm. Jakob wurde von seiner Mutter allein aufgezogen; sie ging keine neue Verbindung ein. Der Junge besuchte das Bischöfliche Konvikt in Speyer, unter der Leitung von Dietrich Becker, später Domkapitular, den er in seinen Memoiren als „gelehrten und heiligmäßigen Priester“, sowie als Wohltäter und geistlichen Berater seiner Mutter beschreibt.
1864 wurde Jakob Rebmann von Bischof Nikolaus von Weis im Dom zu Speyer gefirmt. Sein Firmpate war Domkapitular Wilhelm Molitor. Er besuchte das Gymnasium in Speyer, wo sein Lieblingslehrer Professor Joseph Borscht, der Vater des späteren Münchner Oberbürgermeisters Wilhelm Ritter von Borscht gewesen sei. Wilhelms Bruder Franz Borscht wurde später zusammen mit Jakob Rebmann Jesuit und wirkte in Liverpool. 1870 absolvierte Rebmann das Gymnasium und meldete sich bei Ausbruch des Deutsch-Französischen Krieges freiwillig zur bayerischen Armee, wo man ihn aber wegen seiner Jugend nicht annahm. Deshalb betätigte er sich als freiwilliger Krankenpfleger und kam u. a. zum Einsatz in der Schlacht von Sedan, am 2. September 1870. Vom Fenster des Lazarettes, wo er tätig war, sah er damals den gefangenen Kaiser Napoleon III. vorbeifahren.
Aus dem Krieg zurückgekehrt fühlte sich der junge Mann zum Priester berufen. Er trat am 10. April 1872 zu Gorheim bei Sigmaringen in den Jesuitenorden ein. Während seines ersten Noviziatsjahres wurde der Orden in Deutschland verboten und Rebmann übersiedelte nach Blyenbeck in Holland um Philosophie zu studieren (1875–78). Mit ihm zusammen waren dort auch zwei weitere junge Speyerer Jesuiten, nämlich der vorher erwähnte Franz Borscht und Otto Pfülf später berühmter Schriftsteller in Rom und Bruder des Regierungspräsidenten der Pfalz. Von 1878 bis 1882 wirkte Rebmann als Studienpräfekt in Feldkirch, Österreich und studierte von 1882 bis 1885 Theologie in England. Dort erhielt er am 31. August 1884 die Priesterweihe, in Ditton Hall, bei Liverpool.

### Jesuit in Amerika
Am 31. Juli 1885 trat Jakob Rebmann seinem Wunsch gemäß in die „Rocky Mountain Indianer Mission“ des Ordens ein und übersiedelte im September gleichen Jahres nach Amerika.
Im Juni 1886 wurde er Superior und Rektor des neugegründeten Gonzaga-Colleges
(1912 umbenannt in Gonzaga University) Spokane, Washington (Pazifikküste); gleichzeitig Stadtpfarrer der einzigen dortigen Pfarrei „Unserer Lieben Frau von Lourdes“.
Der Pfälzer Jesuit fungierte als Rektor des Colleges 1887–1890 u. 1896–1899. 1900–1923 war er Gründer u. Pfarrer der neuerstandenen Stadtpfarrei „St. Francis-Xavier“, Spokane. Daneben unterrichtete er auch weiterhin als Professor am College bzw. der Universität.
Ab 1923 wirkte er als Spiritual der Gonzaga-Universität. Der Sänger Bing Crosby gehörte von 1920 bis 1924 zu seinen dortigen Schülern.
Pater Jakob Rebmann blieb rüstig bis ins hohe Alter. Er starb am 5. November 1935 im „Sacred Heart Hospital“, Spokane und wurde auf dem „Mount St. Michael Cemetery“ der Stadt beigesetzt.
Der Geistliche war trotz seines langjährigen USA-Aufenthalts, seiner Pfälzer Heimat stets verbunden. Er bezog auch in Spokane des Speyerer Bistumsblatt „Der Pilger“ und veröffentlichte darin 1931, unter dem Titel „Gott ist gut“, seine zeitgeschichtlich interessanten Lebenserinnerungen.

## Werke
- "Gott ist gut", (Lebenserinnerungen von Pater J. Rebmann), „Der Pilger“, Speyer,   1931, Nr. 36, S. 843–844, Nr. 37, S. 869–870, Nr. 38, S. 895–896, Nr. 39, S. 918–920.